# 士幌町農業協同組合
士幌町農業協同組合（しほろちょうのうぎょうきょうどうくみあい、英称：JA Shihoro ）は、北海道河東郡士幌町にある農業協同組合である。略称はJA士幌町。

## 概要
「農村ユートピアの創造を目指して」をスローガンとしており、太田寛一や安村志朗をはじめとする青年たちの「農畜産物の原料生産をするだけではなく、加工から流通・販売を農民自身が担い、付加価値を得ることで他産業と同じ所得を得られるようにしたい」という考えがJA士幌町の礎となっている。組合員数のうちに占める准組合員の割合が少なく、これは准組合員の比率が他府県と比べて高い北海道では珍しい。また、信用事業においてはJA士幌町独自の「自賄貯金制度」があるほか、自己資本を充実して内部留保の確保に努めているため、堅実な経営基盤を確立している。

## 沿革
士幌の開発は、1898年（明治31年）に岐阜県で設立した美濃開墾合資会社の一行43戸が中士幌に入植したことから始まった。入植当初は米づくりにこだわったが、稲作適地ではないためにうまくいかず、豆に切り替えたが豊凶の差が激しく相場の変動も大きかった。1912年（明治45年）になると旧佐倉藩の藩主による約2,000 haに及ぶ佐倉農場などが建設され、平坦部の開発に目途がついた。1931年（昭和6年）に「士幌村産業組合」が設立し、1948年（昭和23年）の「農業協同組合法」（農協法）施行に伴って「士幌村農業協同組合」となった。
農民が自ら農産加工によって付加価値を得る取組みとして、1946年（昭和21年）に澱粉工場を買収した。すると、それまで歩留まり率が8分の1と言われていたデンプンが、実際には4分の1であるという生産者に不利な取引状況であったことがわかると、1954年（昭和29年）までには士幌村内のすべての澱粉工場がJA士幌町の傘下となった。その翌年には連続式合理化澱粉工場を建設し、1960年（昭和35年）にはJA士幌町に加え、JAおとふけ、JA木野、JA鹿追町、JA上士幌町の5農協による馬鈴薯関連施設の共同利用体制を構築した。1956年（昭和31年）からは北海道内で初めて生乳共販を始めており、季節や地域によって格差があった取引価格の是正に努めた。また、この頃には寒さに強い馬鈴薯（ジャガイモ）やビート（テンサイ）に、豆や酪農・畜産を組み合わせた有畜農業の体系を作りだしたほか、農地を積極的に開墾して農家の淘汰選別を進め、1戸当たりの耕地面積をそれまでの3倍以上にした。1970年（昭和45年）からは牛肉の需要安定に応えるため、本格的に肉牛事業を始めた。1973年（昭和48年）に食品工場を建設すると、販売高が飛躍的に向上した。また、同年から自立経営農家を育成するため、新規草地開発などの基盤整備を行い、リースによる酪農団地の建設を始めた。JA士幌町が関連施設を建設して20年間の長期リースをする事によって新規就農が可能となるほか、跡地は近隣の酪農家や畑作農家の規模拡大に資するなど、全国的にも例のない取組みとなった。さらに、アイソトープ照射センター（コバルト照射センター）が完成して翌年から操業を始め、世界で初めての食品照射の商業用照射施設となった。

### 年表
- 1931年（昭和06年）：士幌村産業組合設立[5]。
- 1935年（昭和10年）：集乳業務開始[5]。
- 1943年（昭和18年）：統制代行機関としての農業会へ移行するために組合解散し、士幌村農業会となる[5]。
- 1944年（昭和19年）：集乳業務が北海道興農公社に移管後、雪印乳業（現在の雪印メグミルク）が継承[5]。
- 1946年（昭和21年）：士幌村農業会が杉原澱粉工場を買収[5]。
- 1948年（昭和23年）：「農業協同組合法」（農協法）施行に伴い、士幌村農業協同組合となる。
- 1954年（昭和29年）：前年に続いて冷害・凶作となり、農家経済の消費節約計画運動開始[5]。備荒貯金組合結成[5]。
- 1955年（昭和30年）：合理化澱粉工場操業開始[5]。
- 1956年（昭和31年）：牛乳の一元集荷開始[5]。雪印乳業（現在の雪印メグミルク）から集乳所を移管[5]。
- 1957年（昭和32年）：「合理化でんぷん工場の建設と運営」の功績により第11回北海道新聞文化賞（産業経済賞）を受賞[11]。
- 1962年（昭和37年）：士幌村が町制施行して士幌町となり、士幌町農業協同組合となる。
- 1967年（昭和42年）：北海道協同乳業（現在のよつ葉乳業）設立[5]。
- 1968年（昭和43年）：麦乾燥施設完成[5]。
- 1973年（昭和48年）：酪農団地（リース施設）建設開始。北海道アミー設立（翌年に北海道フーズと改称）[5][12]。馬鈴薯加工施設完成[5]。
- 1974年（昭和49年）：アイソトープ照射センター（コバルト照射センター）完成[13]。種子馬鈴薯貯蔵庫建設[7]。
- 1976年（昭和51年）：埼玉県熊谷市に消費地出荷施設（野菜消費地貯蔵施設、馬鈴薯冷凍食品貯蔵施設など）完成[5][7]。
- 1985年（昭和60年）：土壌診断センター建設[7]。
- 1986年（昭和61年）：溶液栽培団地施設（寒地バイテク研究所）建設開始[7]。
- 1987年（昭和62年）：食肉加工処理施設（士幌町振興公社）完成[9]。
- 1989年（平成元年）：埼玉県東松山市にポテトチップスの工場（現在のポテトフーズ関東工場）操業開始[14][15]。
- 1991年（平成03年）：農協記念館開館。
- 2001年（平成13年）：環境対応型の澱粉工場に建替。
- 2005年（平成17年）：公正取引委員会が組合員に対する不公正な取引方法の疑いで検査（翌年に警告を受ける）[16][17]。
- 2013年（平成25年）：JA士幌町が事業主体となる個別型バイオガスプラント建設[18]。

## 施設
- 本部事務所 - 河東郡士幌町字士幌西2線159
- 下居辺事業所 - 河東郡士幌町字下居辺西2線136
- 上居辺事業所 - 河東郡士幌町字士幌東7線173
- 中士幌事業所 - 河東郡士幌町字中士幌西2線78
- 西上事業所 - 河東郡士幌町字上音更西3線229
- 新田事業所 - 河東郡士幌町字上音更西12線17
- 佐倉事業所 - 河東郡士幌町字士幌東7線134
- 購買店舗（Aコープ士幌店 ASPO） - 河東郡士幌町字士幌西2線161
- 旬菜酒房 和（なごみ） - 河東郡士幌町字士幌西2線161
- 農協記念館 - 河東郡士幌町字士幌225
- ガス工場 - 河東郡士幌町字士幌西1線160
- 士幌給油所 - 河東郡士幌町字士幌西2線144
- 農業資材館 - 河東郡士幌町字士幌西2線159
- 倉庫事務所 - 河東郡士幌町字士幌西1線161
- 澱粉工場 - 河東郡士幌町字士幌西1線160
- 寒地バイテク研究所 - 河東郡士幌町字士幌幹東1線152-1
- 種子馬鈴薯 受入事務所 - 河東郡士幌町字士幌幹東1線150
- 土壌診断センター - 河東郡士幌町字士幌西2線161
- コバルト照射センター - 河東郡士幌町字士幌234-1
- 食用馬鈴薯貯蔵施設 管理事務所 - 河東郡士幌町字士幌234-1
- 食用馬鈴薯 受入事務所 - 河東郡士幌町字士幌西2線142
- 食肉処理施設（士幌町振興公社） - 河東郡士幌町字士幌幹線147
- 畜産総合施設 - 河東郡士幌町字士幌西2線161
- 苫小牧農業倉庫 - 苫小牧市沼ノ端中央6丁目12-50
- 釧路農業倉庫 - 釧路市貝塚3丁目
- 熊谷市消費地出荷施設 - 埼玉県熊谷市久保島602

## 子会社
- 北斗運輸株式会社
- 株式会社士幌町振興公社
- 株式会社エーコープサービス

## 主な生産品
- 畜産物
- 牛乳
- 馬鈴薯
- てん菜
- 小麦
- 豆類
- スイートコーン

## 参考資料
- 土門剛「東洋一の食品コンビナートを建設した 北海道・士幌町農協」（PDF）『農業経営者』、農業技術通信社、1995年8月1日、2019年1月28日閲覧。
- 伊藤均「第50回記念大会特集　食品照射研究の歴史と現状」『食品照射』第49巻、日本食品照射研究協議会、2014年、2019年1月28日閲覧。
- “JA士幌町 資料編” (PDF).   士幌町農業協同組合 (2018年). 2019年1月27日閲覧。